# USS Worcester (CL-144)

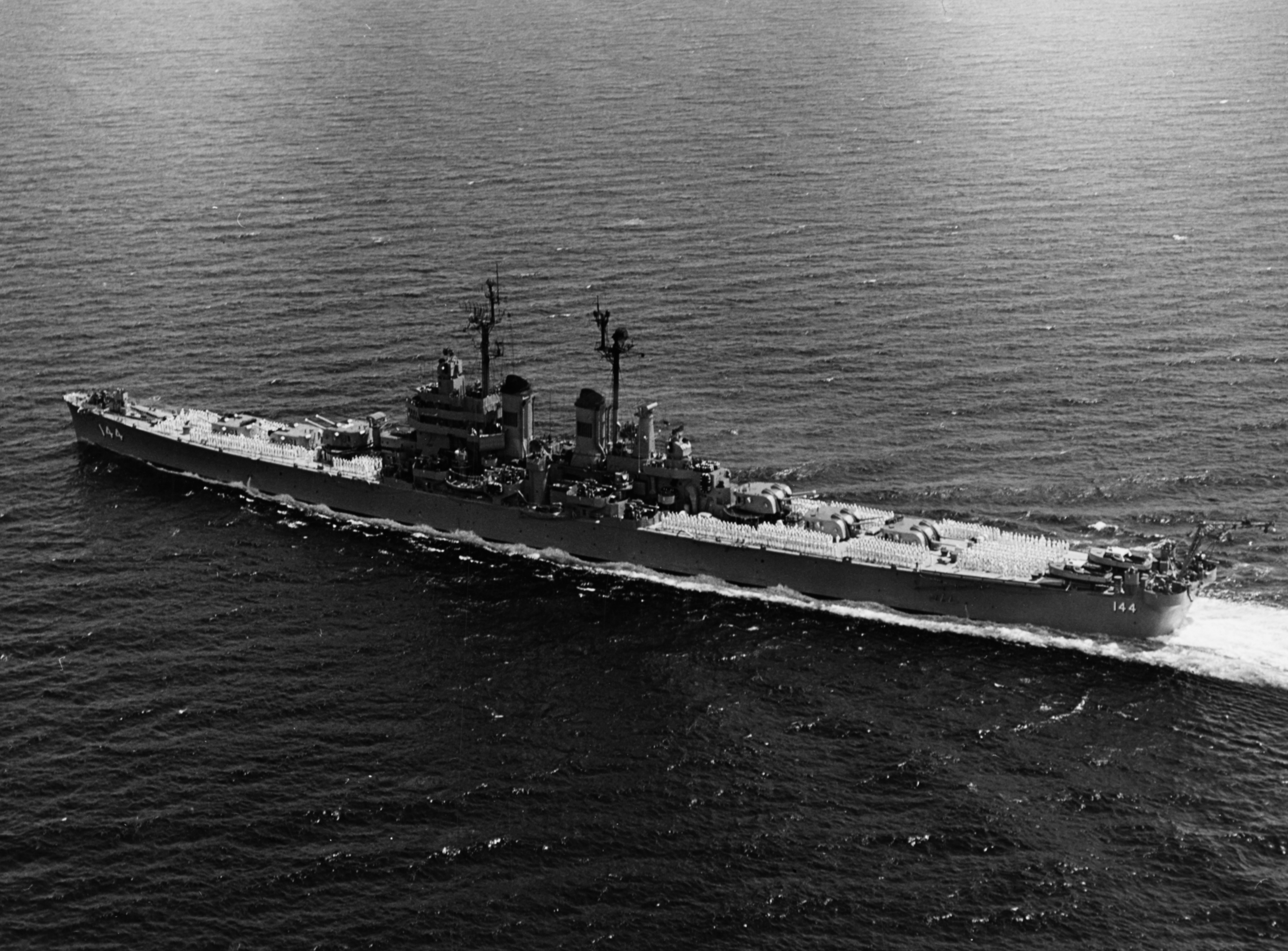
USS „Worcester”, 1952 rok

USS Worcester (CL-144) – amerykańskie krążownik lekki, zwodowany po zakończeniu II wojny światowej, będący jednym z dwóch ukończonych i przyjętych do służby krążowników typu Worcester. Okręt został uroczyście wcielony do służby 26 czerwca 1948 roku w Filadelfii. Pierwszym dowódcą krążownika został kapitan T. B. Dugan.

## Służba
Po przyjęciu do służby „Worcester” został wcielony do 10 Dywizjonu Krążowników (Cruiser Division) i przez pierwszy rok odbywał rejsy szkoleniowe wzdłuż wschodniego wybrzeża Stanów Zjednoczonych zakończone udziałem w manewrach w Zatoce Guantánamo latem 1949 roku. 6 września wyruszył z Newport na Morze Śródziemne, aby dołączyć do stacjonującej tam 6 Floty. Po 10 dniach rejsu krążownik dotarł do Gibraltaru, następnie wraz z innymi okrętami 6 Floty odwiedził Maltę, Bizertę w Tunezji, Francję, Grecję, Aleksandrettę w Turcji oraz Triest i Wenecję we Włoszech. Wraz z krążownikiem ciężkim „Des Moines” wchodził w skład zespołu lotniskowca „Leyte”. 10 grudnia 1949 roku „Worcester” wrócił do Norfolk. Przez następne kilka miesięcy okręt pływał po zachodnim Atlantyku w rejsach szkoleniowych. 3 maja 1950 roku opuścił Norfolk i popłynął na swoją drugą turę służby w składzie 6 Floty na Morzu Śródziemnym.
25 czerwca 1950 roku wybuchła wojna w Korei. Krążownik został skierowany na Daleki Wschód. 27 lipca „Worcester” wypłynął z zatoki Faleron w Grecji w eskorcie niszczycieli „Fred T. Berry”, „Keppler”, „Norris” i „McCaffrey” z 21 Dywizjonu Niszczycieli (Destroyer Division). 29 lipca zespół przepłynął Kanał Sueski, a 19 sierpnia dotarł do bazy Buckner Bay na Okinawie. 21 sierpnia krążownik był już u brzegów Tajwanu demonstrując obecność amerykańskiej floty na tych wodach i mając za zadanie przeciwdziałać potencjalnej inwazji Chińskej Republiki Ludowej. Następnie wraz z niszczycielem „Norris” okręt dołączył 28 sierpnia do Task Force 77 z lotniskowcami „Philippine Sea” i „Valley Forge” na Morzu Żółtym. 5 września (niektóre źródła podają 4 września) wykryto niezidentyfikowany samolot zbliżający się od południa w stronę zespołu, krążownik oddał w kierunku intruza salwę ostrzegawczą, a samolotem okazał się być brytyjskim Short Sunderlandem. Był to jedyny przypadek podczas całej służby krążownika, gdy otworzył on ogień do samolotu w warunkach bojowych. 7 września 1950 roku okręt zawinął do Sasebo w Japonii w celu uzupełnienia zapasów. Po opuszczeniu portu (11 września) krążownik skierował się na wody w rejonie Inchon, gdzie rozpoczynało się lądowanie wojsk amerykańskich. 20 września „Worcester” został przydzielony do Task Group 95.2, gdzie razem z ciężkim krążownikiem „Helena” i niszczycielami miał wspierać ogniem artylerii oddziały walczące na lądzie w okolicach Pohang Dong. 26 września w rejonie Tanchon wpadł na minę niszczyciel „Brusch”, krążownik brał udział w akcji ratowniczej przyjmując na swój pokład rannych marynarzy z niszczyciela, a następnie wraz z niszczycielem „De Haven”, okrętem ratowniczym „Bolster” i uszkodzonym „Bruschem” popłynął do Sasebo. 30 września „Worcester” powrócił na wody Korei jako okręt flagowy Task Group 95.2. 8 października krążownik przybył ponownie do Sasebo w celu uzupełnienia zapasów i paliwa, na okręcie podniósł swoją flagę wiceadmirał Allan E. Smith, dowódca Task Group 95 i krążownik został jednostką flagową tej formacji, w której skład obok „Worcestera” wchodziły również krążowniki „Helena” i „Rochester”, brytyjski krążownik HMS „Ceylon” oraz niszczyciele „Harold J. Thomas” i „Maddox”. 10 października okręt powrócił do Korei, gdzie brał udział w osłonie trałowców oczyszczających z min wody wokół portu Wonsan i udzielał wsparcia oddziałom 3 Armii Południowokoreańskiej. 11 października do Task Group 95 dołączyły niszczyciele brytyjski: HMS „Cockade”, australijski HMAS „Warramunga” i kanadyjski HMCS „Athabaskan”. 12 października dołączył pancernik „Missouri”, tego samego dnia w południe okręty rozpoczęły ostrzał celów lądowych. 16 października radar wykrył niezidentyfikowane cele zbliżające się do zespołu od północy. „Worcester”, „Helena” i niszczyciele otworzyły ogień, cele znikły równie szybko, jak się pojawiły na ekranie radarów, prawdopodobnie były to stada gęsi. 21 października krążownik w towarzystwie „Heleny”, niszczycieli „Southerland” i „English” popłynął do Sasebo, kończąc swój udział w koreańskiej wojnie (po drodze do formacji dołączył niszczyciel „Collett”. W Sasebo pokład krążownika opuścił wiceadmirał Allan E. Smith, a „Worcester” udał się do Yokosuki.
27 października krążownik popłynął na wschodnie wybrzeże Stanów Zjednoczonych. Płynąc przez Kanał Panamski 21 listopada 1950 roku dotarł do Filadelfii. Między 1 grudnia 1950 roku a 20 marca 1951 roku okręt  przeszedł przegląd techniczny w stoczni Boston Naval Shipyard. Po niezbędnych naprawach odbył krótki rejs na wodach Zatoki Guantánamo u wybrzeży Kuby. 15 maja 1951 roku „Worcester” wypłynął z Norfolk na Morze Śródziemne aby dołączyć do okrętów 6 Floty. Do 1956 roku krążownik odbył 4 tury służby w składzie 6 Floty, odwiedzał również porty Bergen w Norwegii, Kopenhagę w Danii, Dublin w Irlandii i Portsmouth w Anglii. W styczniu 1956 roku okręt został przeniesiony z Floty Atlantyckiej do Floty Pacyfiku, w ramach 7 Floty odbył dwie półroczne tury służby odwiedzając porty Japonii, Hongkong, Manilę. Portem macierzystym krążownika podczas służby na Pacyfiku był Long Beach w Kalifornii. 2 września 1958 roku „Worcester” popłynął do stoczni Mare Island, gdzie został zakonserwowany, 19 grudnia 1958 roku przeniesiono go do rezerwy. Najpierw krążownik cumował w San Francisco a następnie w Bremerton. 1 grudnia został skreślony z listy floty, a 5 lipca 1972 roku sprzedano go na złom.